# 富乡乡
富乡乡，是中华人民共和国四川省雅安市汉源县下辖的一个乡镇级行政单位。

## 行政区划
富乡乡下辖以下地区：
富和村、富厚村、富湾村、富强村和富洪村。